# Werkverzeichnis von Camille Pissarro/Erste Jahre
Das Werkverzeichnis (Catalogue raisonné) des französischen Malers Camille Pissarro erschien 1939 in Paris. 2005 konnte nach 20-jähriger Vorarbeit ein völlig neuer Gesamtkatalog herausgegeben werden. In diesem Artikel werden die ersten beiden Perioden aufgelistet. Sein Werk lässt sich aufgrund seiner Arbeitsweisen und Aufenthaltsorte in folgende Perioden teilen:
| Zeitraum                                                                              | Bezeichnung                          | dt. Bezeichnung               | Werknummern 1939 | Werknummern 2005 |
| 1852–1860                                                                             | Années d’apprentissage               | Lehrjahre                     | 1–14             | 1–45             |
| 1852 · 1854 · 1856 · 1857 · 1858 · 1859 · 1860                                        |                                      |                               |                  |                  |
| 1861–1868                                                                             | Réalisme symbolique                  | Réalisme symbolique           | 15–69            | 46–131           |
| 1861 · 1862 · 1863 · 1864 · 1865 · 1866 · 1867 · 1868                                 |                                      |                               |                  |                  |
| 1869–1873                                                                             | La Formation du goût impressionniste | Reifebildung                  | 70–236           | 132–324          |
| 1869 · 1870· 1871 · 1872 · 1873                                                       |                                      |                               |                  |                  |
| 1874–1880                                                                             | Épanouissement de l’impressionnisme  | Blütezeit des Impressionismus | 237–528          | 325–640          |
| 1874 · 1875 · 1876 · 1877 · 1878 · 1879 · 1880                                        |                                      |                               |                  |                  |
| 1881–1890                                                                             | Néo-Impressionnisme                  | Neoimpressionismus            | 529–760          | 641–904          |
| 1881 · 1882 · 1883 · 1884 · 1885 · 1886 · 1887 · 1888 · 1889 · 1890                   |                                      |                               |                  |                  |
| 1891–1903                                                                             | Les dernières années                 | Die letzten Jahre             | 761–1316         | 905–1528         |
| 1891 · 1892 · 1893 · 1894 · 1895 · 1896 · 1897 · 1898 · 1899 · 1900· 1901· 1902· 1903 |                                      |                               |                  |                  |

Darüber hinaus gibt es noch eine Vielzahl von Zeichnungen, Holzschnitten, Gouaches und anderes, die unter den Nummern 1317–1668 (1939) gelistet sind.

## Werkverzeichnis
Das Werkverzeichnis beinhaltet und beschreibt das von 2005 (WV 2005) – herausgegeben vom Wildenstein Institut –, weil es gegenüber dem von 1939 (WV 1939) wesentlich umfassender und naturgemäß aktueller ist. Mithilfe der Sortierfunktion lässt sich das 1939er-Verzeichnis extrahieren.
| Illustration                                                    | Jahr              | Titel [1939]                                                          | WV 1939 | WV 2005 | Technik         | Standort                                                  | Stadt               | Inventar- nummer | Format [cm]  |
| --------------------------------------------------------------- | ----------------- | --------------------------------------------------------------------- | ------- | ------- | --------------- | --------------------------------------------------------- | ------------------- | ---------------- | ------------ |
| Plaza Mayor, Caracas (1852/54)                                  | 1852/54           | Scène de marché sur la Plaza Mayor, Caracas                           | –       | 1       | Öl auf Leinwand | La Casona                                                 | Caracas             |                  | 40,5 × 32,5  |
| Une place [aux environs de] à Caracas                           | c. 1854           | Une place [aux environs de] à Caracas                                 | 2       | 2       | Öl auf Leinwand | Fundación Colección Patricia Phelps de Cisneros (1998)    | Caracas             |                  | 27,5 × 47,5  |
|                                                                 | 1854              | [Tête de jeune créole, Saint-Thomas] Portrait de jeune fille, Galipan | 3       | 3       | Öl auf Leinwand | Privatsammlung                                            | Caracas             |                  | 24 × 20      |
| Trois cavaliers et chevaux galopant dans une plaine (Venezuela) | 1854/55           | Trois cavaliers et chevaux galopant dans une plaine (Venezuela)       | –       | 4       | Öl auf Leinwand | Privatsammlung                                            |                     |                  | 30 × 58,5    |
|                                                                 | 1854              | Hutte dans un paysage de montagne, Galipan                            | –       | 5       | Öl auf Pappe    | Dänischer Sammler                                         |                     |                  | 23,5 × 33    |
|                                                                 | 1854/55           | Forêt tropicale, Galipan                                              | –       | 6       | Öl auf Pappe    | Museumsbygningen, 2004                                    | Kopenhagen          |                  | 33 × 24,6    |
| Paysage avec femmes sous un grand arbre (1854/55)               | 1854/55           | Paysage avec femmes sous un grand arbre                               | 7       | 7       | Öl auf Pappe    | Dänischer Privatsammler (2005)                            |                     |                  | 23,2 × 32,5  |
| Scène villageoise                                               | 1854/55           | Scène villageoise                                                     | –       | 8       | Öl auf Leinwand | Verkauf bei Sotheby’s, London, 2005                       |                     |                  | 23,5 × 30,5  |
| Village au pied d'une (1854/55)                                 | 1854/55           | Village au pied d'une colline                                         | –       | 9       | Öl auf Leinwand | Dänischer Privatsammler                                   |                     |                  | 24 × 30,4    |
| Village de montagne                                             | 1854/55           | Village de montagne                                                   | –       | 10      | Öl auf Leinwand | Verkauf bei Sotheby’s, London, 2005                       |                     |                  | 26,2 × 33,5  |
|                                                                 | 1854/55           | Bord de mer                                                           | –       | 11      | Öl auf Pappe    | Dänischer Privatsammler                                   |                     |                  | 15,3 × 27,5  |
|                                                                 | 1854/55           | Tempête                                                               | –       | 12      | Öl auf Leinwand | Verkauf bei Sotheby’s, London, 1994                       |                     |                  | 26 × 35      |
|                                                                 | 1854              | Coteau à Saint-Thomas                                                 | 4       | 13      | Öl auf Leinwand | Verkauf bei Sotheby’s, London, 1994                       |                     |                  | 24 × 36      |
|                                                                 | 1854/55           | Route de village                                                      | –       | 14      | Öl auf Leinwand | John Steward-Young (1969)                                 | London              |                  | 24 × 32,5    |
| Femme Noire portant une cruche sur la tête                      | 1854/55           | Femme Noire portant une cruche sur la tête                            | 1       | 15      | Öl auf Leinwand | Privatsammlung, USA                                       |                     |                  | 33 × 24      |
| Crique avec palmiers                                            | 1856              | Crique avec palmiers                                                  | –       | 16      | Öl auf Pappe    | National Gallery of Art, 1985                             | Washington          |                  | 24 × 32,2    |
| Deux femmes causes sur le bord d'une route                      | 1856              | Deux personnages causant sur le bord d'une route                      | –       | 17      | Öl auf Leinwand | Virginia Museum of Fine Arts, Mai 1983                    | Richmond            |                  | 46,3 × 38,1  |
| Forêt tropicale                                                 | 1856              | Forêt tropicale                                                       | –       | 18      | Öl auf Leinwand | Privatsammlung, Schweiz                                   |                     |                  | 43 × 57      |
| Personage discutant au d'un chemin                              | 1856              | Personage discutant au d'un chemin                                    | –       | 19      | Öl auf Leinwand | Verkauf bei Sotheby’s, London, 1998                       |                     |                  | 32,5 × 46    |
| Cocotiers au bord de la mer, St. Thomas (1854/55)               | 1856              | Cocotiers au bord de la mer                                           | 8       | 20      | Öl auf Leinwand | Virginia Museum of Fine Arts, Mai 1983                    | Richmond            |                  | 26,6 × 34,9  |
| Personage se reposant dnas un village près d'un puits           | 1856              | Personage se reposant dans un village près d'un puits                 | –       | 21      | Öl auf Leinwand | Privatsammlung                                            |                     |                  | 32 × 24      |
| Paysage avec masures et palmiers                                | 1856              | Paysage avec masures et palmiers                                      | –       | 22      | Öl auf Pappe    | Fundación Galería de Arte Nacional                        | Caracas             |                  | 24,8 × 32,7  |
| Deux femmes causes au bor de la mer                             | 1856              | Deux femmes causes au bor de la mer Saint-Thomas                      | 5       | 23      | Öl auf Leinwand | Verkauf bei Sotheby’s, London, 1994                       |                     |                  | 27,9 × 41    |
| Crique avec voilier                                             | 1856              | Crique avec voilier                                                   | –       | 24      | Öl auf Leinwand | Verkauf bei Sotheby’s, New York 2000                      |                     |                  | 35 × 53      |
|                                                                 | 1856              | Une crique à Saint-Thomas (Antilles)                                  | 6       | –       | Öl auf Leinwand | Privatsammlung (1939)                                     | Lille               |                  | 24 × 32,5    |
|                                                                 | c. 1856           | Fêmme assise lisant                                                   | –       | 25      | Öl auf Holz     | - unbekannt -                                             |                     |                  | 11,8 × 9,6   |
|                                                                 | c. 1856           | Portrait de Joseph-Gabriel Pissarro                                   | –       | 26      | Öl auf Leinwand | - unbekannt -                                             |                     |                  | 16,5 × 12    |
|                                                                 | c. 1856           | Cheval blanc dans un pré                                              | –       | 27      | Öl auf Pappe    | Dänischer Privatsammler                                   |                     |                  | 21,9 × 32,8  |
| Femme lavant du linge dans une rivière                          | c. 1856           | Femme lavant du linge dans une rivière                                | –       | 28      | Öl auf Pappe    | Verkauf bei Sotheby’s, London, 1994                       |                     |                  | 16,9 × 24    |
|                                                                 | 1856              | Étang aux environs de Paris                                           | 9       | 29      | Öl auf Holz     | Établissement Élie de Brignac, 1999                       | Deauville           |                  | 16 × 22      |
|                                                                 | 1856              | Le Chemin de Domont à Montmorency                                     | 10      | 30      | Öl auf Holz     | Privatsammlung, Schweiz                                   |                     |                  | 17 × 22      |
|                                                                 | 1856              | Chevaux tirant une charrette de foin                                  | –       | 31      | Öl auf Leinwand | Espace Tajan, 2000                                        | Paris               |                  | 16 × 27      |
|                                                                 | 1856              | Sentier dans un sous-bois                                             | –       | 32      | Öl auf Holz     | Wally Findlay Galleries                                   | New York            |                  | 13 × 17,3    |
|                                                                 | 1856              | Barque sur un étang                                                   | –       | 33      | Öl auf Holz     | Fundación Navarro Viola                                   | Buenos Aires        |                  | 25 × 29      |
| Portræt af maleren Fritz Melbye                                 | 1857              | Portræt af maleren Fritz Melbye                                       | –       | -       | Öl auf Leinwand | Statens Museum for Kunst, 1890                            | Kopenhagen          | KMShm10          | 38 × 35,5    |
| Selvportræt Camille Pissarro                                    | 1857              | Selvportræt Camille Pissarro                                          | –       | -       | Öl auf Leinwand | Statens Museum for Kunst, 1976                            | Kopenhagen          | KMShm9           | 31 × 28,5    |
| La Moisson                                                      | 1857              | La Moisson                                                            | –       | 34      | Öl auf Holz     | Verkauf bei Sotheby’s, New York 1996                      |                     |                  | 14 × 26,7    |
|                                                                 | 1857              | Paysage aux environs de Paris                                         | 11      | 35      | Öl auf Leinwand | Verkauf bei H. Bukowskis, Stockholm 2004                  |                     |                  | 30,5 × 45,7  |
|                                                                 | c. 1857 [c. 1867] | La Forêt de Montmorency                                               | 51      | 36      | Öl auf Leinwand | Musée National des Beaux-Arts                             | Algier              |                  | 60 × 73      |
| Ânes au pâturage                                                | c. 1858           | Âne devant une ferme, Montmorency                                     | –       | 37      | Öl auf Leinwand | Musée d’Orsay                                             | Paris               |                  | 21,6 × 27,3  |
|                                                                 | 1858              | Meule et charrette de foin                                            | –       | 38      | Öl auf Holz     | Verkauf bei Sotheby’s, London, 1971                       |                     |                  | 15,5 × 27    |
|                                                                 | c. 1858           | Charrette sur une route de campagne                                   | –       | 39      | Öl auf Holz     | Privatsammlung, Schweiz                                   |                     |                  | 21,6 × 33    |
|                                                                 | 1858              | Pique-nique à Montmorency                                             | 12      | 40      | Öl auf Leinwand | Verkauf bei Christie’s, London, 1979                      |                     |                  | 36 × 46      |
|                                                                 | c. 1859           | Barque sur un étang                                                   | –       | 41      | Öl auf Holz     | Privatsammler, USA                                        |                     |                  | 15,5 × 21,5  |
| Allée dans une forêt                                            | c. 1859           | Allée dans une forêt                                                  | –       | 42      | Öl auf Leinwand | Verkauf bei Sotheby’s, London, 1990                       |                     |                  | 41 × 33      |
|                                                                 | c. 1859           | Sous-bois                                                             | –       | 43      | Öl auf Leinwand | David R. Altmann († 30. August 2000), Floria V. Lasky     | New York            |                  | 24 × 14      |
|                                                                 | 1859              | Prairies de La Roche-Guyon                                            | 13      | 44      | Öl auf Papier   | Verkauf bei Christie’s, New York 2002                     |                     |                  | 20,5 × 27    |
|                                                                 | c. 1859           | Cavalier à l’orée d’un bois                                           | –       | 45      | Öl auf Leinwand | Französischer Privatsammler                               |                     |                  | 40 × 32      |
|                                                                 | 1860              | Le Labourage, Bérelles                                                | –       | 46      | Öl auf Holz     | Verkauf bei Sotheby’s, New York 1998                      |                     |                  | 17,2 × 25,1  |
|                                                                 | c. 1860           | Plaine et coteau avec peupliers, Bérelles                             | –       | 47      | Öl auf Papier   | Verkauf bei Sotheby’s, New York 1967                      |                     |                  | 22 × 33      |
|                                                                 | 1860              | Chemin creux, environs de Chailly                                     | –       | 48      | Öl auf Holz     | - unbekannt -                                             |                     |                  | 38 × 62      |
|                                                                 | c. 1860           | Julie Pissarro cousant                                                | 14      | 49      | Öl auf Holz     | Ashmolean Museum of Art and Archaeology                   | Oxford              |                  | 16 × 11      |
|                                                                 | c. 1860           | Julie Pissarro lisant                                                 | 15      | 50      | Öl auf Leinwand | Verkauf bei Christie’s, London, 1985                      |                     |                  | 27,5 × 30    |
|                                                                 | 1861              | Portrait du peintre Piette devant son chevalet                        | 25      | 51      | Öl auf Leinwand | Privatsammler, USA, 2000                                  |                     |                  | 52 × 36      |
|                                                                 | 1861              | La Butte-Montmartre                                                   | 16      | 52      | Öl auf Leinwand | - unbekannt -                                             |                     |                  | 28 × 22      |
|                                                                 | c. 1861           | La Rue Saint-Vincent à Montmartre                                     | 17      | 53      | Öl auf Pappe    | - unbekannt -                                             |                     |                  | 34 × 24      |
|                                                                 | c. 1862           | Barque amarrée                                                        | –       | 54      | Öl auf Holz     | Mr. Coupper, GB, 2000                                     |                     |                  | 31,7 × 46    |
|                                                                 | 1862              | Promenade sur un chemin                                               | –       | 55      | Öl auf Leinwand | Privatsammler, USA                                        |                     |                  | 37 × 28      |
|                                                                 | c. 1861/62        | Les Champs                                                            | 18      | 56      | Öl auf Holz     | Musée de Bagnoles-sur-Cère (Gard), dort gestohlen 1972    | Bagnoles-sur-Cère   |                  | 17 × 30      |
|                                                                 | 1862              | Ânes au pâturage                                                      | 19      | 57      | Öl auf Pappe    | Privatsammler, USA, 1956                                  |                     |                  | 32 × 75      |
|                                                                 | c. 1862           | Chevaux blancs et charrettes                                          | 20      | 58      | Öl auf Holz     | - unbekannt -                                             |                     |                  | 16 × 22      |
|                                                                 | 1862              | Cheval blanc et tombereau                                             | 21      | 59      | Öl auf Holz     | Privatsammler, Italien, 1983                              | Montecatini         |                  | 24 × 33      |
|                                                                 | c. 1862           | Charrette de paille dans un village en hiver                          | –       | 60      | Öl auf Holz     | - unbekannt -                                             |                     |                  | unbek.       |
| La Charrette de bois                                            | c. 1862           | La Charrette de bois                                                  | 28      | 61      | Öl auf Leinwand | Reuben u. Edith Hecht Museum, Universität Haifa           | Haifa, Israel       | 1017             | 37,5 × 28,5  |
| La Roulotte                                                     | 1862              | La Roulotte                                                           | –       | 62      | Öl auf Leinwand | Verkauf bei Christie’s, New York, 1997                    |                     |                  | 25 × 38      |
|                                                                 | 1862              | Le Chemin, paysage hivernal                                           | –       | 63      | Öl auf Leinwand | Privatsammler, USA (1998)                                 |                     |                  | 37,5 × 28,5  |
|                                                                 | c. 1862           | Promeneur à l’entrée d’en village                                     | 34      | 64      | Öl auf Leinwand | Privatsammler, Frankreich                                 | Paris               |                  | 19 × 30      |
|                                                                 | c. 1862           | Maison et chemin en lisière d’un parc                                 | –       | 65      | Öl auf Holz     | - unbekannt -                                             |                     |                  | 20 × 16      |
|                                                                 | c. 1861           | Une rue à Montmartre                                                  | 22      | 66      | Öl auf Leinwand | Donop de Monchy (1939), heute unbek.                      | Paris               |                  | 24 × 34      |
| La Tour du télégraphe à Montmartre                              | 1863              | La Tour du télégraphe à Montmartre                                    | 24      | 67      | Öl auf Leinwand | Privatsammler (1999)                                      |                     |                  | 40,7 × 32,4  |
| Route de village                                                | c. 1863           | Route de village                                                      | –       | 68      | Öl auf Holz     | Fitzwilliam Museum (1958)                                 | Cambridge           |                  | 22,9 × 33,7  |
| Cour de ferme                                                   | c. 1863           | Cour de ferme                                                         | 26      | 69      | Öl auf Leinwand | Privatsammler, USA (1999)                                 | Chicago             |                  | 38,1 × 47,1  |
|                                                                 | 1863              | Cois de village, femmes causant                                       | 27      | 70      | Öl auf Holz     | Verkauf bei Sotheby’s, New York 1999                      |                     |                  | 40 × 52      |
| Entrée d’un village                                             | c. 1863           | Entrée d’un village                                                   | 32      | 71      | Öl auf Leinwand | Verkauf bei Christie’s, New York 1995                     |                     |                  | 33 × 41      |
|                                                                 | 1863              | Paysage à La Varenne-Saint-Hilaire                                    | 23      | 72      | Öl auf Holz     | Privatsammlung                                            |                     |                  | 19 × 26      |
|                                                                 | c. 1863           | Paysage vallonné                                                      | 30      | 73      | Öl auf Leinwand | Fritz Schön, Ascona-Locarno (1939), heute unbekannt       |                     |                  | 61 × 50      |
| La Varenne-Saint-Hilaire, vue de Champigny                      | c. 1863           | La Varenne-Saint-Hilaire, vue de Champigny                            | 31      | 74      | Öl auf Leinwand | Ungarische Nationalgalerie, 1918                          | Budapest            |                  | 49,6 × 47    |
|                                                                 | c. 1863           | Troupeau de moutons et meules                                         | –       | 75      | Öl auf Holz     | Verkauf bei Sotheby’s, London 2003                        |                     |                  | 10 × 18,5    |
|                                                                 | 1863              | Barques à La Varenne-Saint-Hilaire                                    | 29      | 76      | Öl auf Leinwand | Verkauf im Hôtel George V, Pairs 1974                     |                     |                  | 37 × 45      |
|                                                                 | 1863              | Maison en lisière d’un bois                                           | –       | 77      | Öl auf Leinwand | Gouverneurspalast (1954)                                  | Virgin Islands, USA |                  | 20,3 × 37,1  |
|                                                                 | c. 1863           | Canal aux environs de Paris                                           | 33      | 78      | Öl auf Holz     | Verkauf bei Sotheby’s, London 1976                        |                     |                  | 14,5 × 28    |
| Péniches sur la Seine                                           | 1863              | Péniches sur la Seine                                                 | –       | 79      | Öl auf Leinwand | Musée d’Art et d’Histoire Pissarro-Pontoise, 1979         | Pontoise            |                  | 46 × 72      |
| Bord de rivière avec péniche                                    | c. 1863           | Bord de rivière avec péniche                                          | –       | 80      | Öl auf Holz     | Verkauf bei Christie’s, London, 2000                      |                     |                  | 9,9 × 18,5   |
|                                                                 | 1864              | Bac à La Varenne-Saint-Hilaire                                        | 36      | 81      | Öl auf Leinwand | Musée d’Orsay, 1986                                       | Paris               | R.F.1951-38      | 27 × 41      |
| Une allée bordée d’arbres                                       | c. 1864           | Une allée bordée d’arbres                                             | 35      | 82      | Öl auf Leinwand | Verkauf bei Christie’s, New York 1991                     |                     |                  | 35,5 × 27,5  |
|                                                                 | 1864              | Une allée plantée d’arbres arbres                                     | 37      | 83      | Öl auf Leinwand | Colonel u. Mrs. Cyril Darby, GB (1950)                    |                     |                  | 52 × 40      |
| Sous-bois                                                       | c. 1864           | Sous-bois                                                             | 38      | 84      | Öl auf Holz     | JPL Fine Arts, London – Yoshii Gallery                    | Tokio               |                  | 26,5 × 21    |
|                                                                 | c. 1864           | Déchargement d’une péniche, soleil couchant                           | *       | 85      | Öl auf Leinwand | Verkauf von Hôtel des Ventes, Paris, 1989                 |                     |                  | 19 × 24,5    |
| Chemin à l’entrée d’un bois                                     | c. 1864           | Chemin à l’entrée d’un bois                                           | –       | 86      | Öl auf Leinwand | Verkauf bei Sotheby’s, London 1991                        |                     |                  | 28 × 35,3    |
| Paysage de campagne                                             | c. 1864           | Paysage de campagne                                                   | *       | 87      | Öl auf Leinwand | Indianapolis Museum of Art (1975)                         | Indianapolis        |                  | 28,4 × 44,1  |
|                                                                 | c. 1864           | Les semailles                                                         | *       | 88      | Öl auf Leinwand | Privatsammlung (1989)                                     |                     |                  | 35 × 55      |
| Bords de la Marne, étude                                        | c. 1864           | Bords de la Marne, étude                                              | *       | 89      | Öl auf Leinwand | Fitzwilliam Museum (1964)                                 | Cambridge           |                  | 24,4 × 32,4  |
|                                                                 | 1864              | Bords de la Marne                                                     | –       | 90      | Öl auf Leinwand | Art Gallery and Museum (1951)                             | Glasgow             |                  | 81,9 × 107,9 |
| Rencontre sur la route du village                               | c. 1864           | Rencontre sur la route du village                                     | –       | 91      | Öl auf Holz     | Talma Galleries Fine Art, c. 1998                         | New York            |                  | 21,8 × 35    |
|                                                                 | 1864              | Promenade sur un chemin, La Varenne-Saint-Hilaire                     | *       | 92      | Öl auf Leinwand | Baltimore Museum of Art, 1933                             | Baltimore           |                  | 55,9 × 45,7  |
|                                                                 | c. 1864           | Promenade à La Varenne-Saint-Hilaire                                  | 41      | 93      | Öl auf Leinwand | Privatsammlung, USA                                       | New Haven (Conn.)   |                  | 22,5 × 34    |
|                                                                 | c. 1864           | Paysage à La Varenne-Saint-Hilaire                                    | 42      | 94      | Öl auf Leinwand | Kunstmuseum                                               | Bern                |                  | 24 × 32      |
|                                                                 | 1864              | Paysage à La Varenne-Saint-Hilaire                                    | 40      | 95      | Öl auf Leinwand | Verkauf in Galerie Charpentier (1955), gestohlen vor 1995 |                     |                  | 27 × 38      |
|                                                                 | c. 1864           | L’Étang de Montfoucault                                               | –       | 96      | Öl auf Holz     | HUC Skirball Museum, 1981                                 | Los Angeles         |                  | 33 × 49      |
|                                                                 | c. 1864           | Paysage à Montfoucoult                                                | 39      | 97      | Öl auf Leinwand | Robert F. Woolworth (nach 1957)                           | New York            |                  | 46 × 55      |
|                                                                 | c. 1864           | Paysage hivernal, Montfoucault                                        | –       | 98      | Öl auf Holz     | Privatsammlung, Schweiz (Ende 1940er)                     |                     |                  | 31,5 × 22,5  |
| Paysanne dans un champ, La Varenne-Saint-Hilaire                | c. 1865           | Paysanne dans un champ, La Varenne-Saint-Hilaire                      | 44      | 99      | Öl auf Leinwand | Verkauf bei Sotheby’s, New York 1981                      |                     |                  | 18,5 × 35    |
| La Route                                                        | c. 1865           | La Route                                                              | 103     | 100     | Öl auf Leinwand | Verkauf bei Christie’s, New York 1999                     |                     |                  | 40,7 × 31,8  |
|                                                                 | c. 1865           | Paysage de campagne                                                   | 43      | 101     | Öl auf Holz     | Privatsammlung in Helsinki (c. 1934), heute unbekannt     |                     |                  | 23,5 × 32    |
|                                                                 | c. 1865           | Fenaison                                                              | –       | 102     | Öl auf Leinwand | Verkauf bei Palais d’Orsay (1978)                         |                     |                  | 29 × 58      |
| Bords de la Marne à Chennevières                                | c. 1865           | Bords de la Marne à Chennevières                                      | 46      | 103     | Öl auf Leinwand | National Gallery of Scotland, 1947                        | Edinburgh           |                  | 91,5 × 145,5 |
| Place à La Roche-Guyon                                          | c. 1865           | Place à La Roche-Guyon                                                | 49      | 104     | Öl auf Leinwand | Nationalgalerie (1961)                                    | Berlin              |                  | 50 × 61      |
| Promenade à dos d’âne à La Roche-Guyon                          | c. 1865           | Promenade à dos d’âne à La Roche-Guyon                                | 45      | 105     | Öl auf Leinwand | Time Rice                                                 | London              |                  | 35 × 51,7    |
|                                                                 | c. 1866           | Bords de la Marne en hiver, étude                                     | *       | 106     | Öl auf Holz     | Verkauf bei Sotheby’s, New York 2001                      |                     |                  | 21,6 × 31,1  |
| Bords de la Marne en hiver                                      | 1866              | Bords de la Marne en hiver                                            | 47      | 107     | Öl auf Leinwand | The Art Institute of Chicago                              | Chicago             |                  | 91,8 × 150   |
| Péniche sur l’Oise, Pontoise                                    | c. 1866           | Péniche sur l’Oise, Pontoise                                          | 160     | 108     | Öl auf Leinwand | Sturzeneggersche Gemäldesammlung (1940)                   | St. Gallen          |                  | 43 × 65      |
| Rue de l’Hermitage à Pontoise                                   | c. 1866           | Rue de l’Hermitage à Pontoise                                         | *       | 109     | Öl auf Leinwand | Tel Aviv Museum of Art (1959)                             | Tel Aviv            |                  | 38 × 46,5    |
| Rue de l’Hermitage, Pontoise                                    | c. 1866           | Rue de l’Hermitage, Pontoise                                          | –       | 110     | Öl auf Leinwand | Verkauf bei Galerie Koller, Zürich, 2004                  |                     |                  | 32 × 40,2    |
| La Maison du père Gallien, Pontoise                             | 1866              | La Maison du père Gallien, Pontoise                                   | 48      | 111     | Öl auf Leinwand | Ipswich Borough Council Museums and Galleries             | Ipswich, GB         |                  | 40,3 × 55,2  |
|                                                                 | c. 1867           | Vue sur la côte Saint-Denis, Pontoise                                 | 59      | 112     | Öl auf Leinwand | Verkauf von Feilchenfeldt an einen Privatsammler (1967)   |                     |                  | 46 × 55      |
|                                                                 | 1867              | Lisière du bois                                                       | –       | 113     | Öl auf Leinwand | Simon Barbey (1976)                                       | Genf                |                  | 25 × 37      |
| Nature morte à la carafe de vin                                 | 1867              | Nature morte à la carafe de vin                                       | 50      | 114     | Öl auf Leinwand | The Toledo Museum of Art, 1949                            | Toledo (Ohio)       | 1949.6           | 81 × 99,6    |
| Le jardin de Maubuisson, Pontoise                               | c. 1867           | Le jardin de Maubuisson, Pontoise                                     | 52      | 115     | Öl auf Leinwand | Národiní galerie v Praze, 1923                            | Prag                | O 3197           | 81,5 × 100   |
| La Côte des Jalis, Pontoise                                     | 1867              | La Côte des Jalis, Pontoise                                           | 55      | 116     | Öl auf Leinwand | The Metropolitan Museum of Art, 1951                      | New York            | 51.30.2          | 87 × 114,9   |
| Bords de l’Oise à Saint-Ouen-l’Aumône                           | 1867              | Bords de l’Oise à Saint-Ouen-l’Aumône                                 | –       | 117     | Öl auf Leinwand | Denver Art Museum, 2001                                   | Denver              | 2.001.310        | 45,7 × 71,1  |
|                                                                 | 1867              | Village avec ruisseau                                                 | 56      | 118     | Öl auf Leinwand | Privatsammlung, USA                                       |                     |                  | 38,5 × 56    |
| L’Hermitage à Pontoise                                          | 1867              | L’Hermitage à Pontoise                                                | –       | 119     | Öl auf Leinwand | Wallraf-Richartz-Museum & Fondation Corboud               | Köln                | WRM 3119         | 91 × 150,5   |
| Vue de L’Hermitage, côte des Gratte-Coqs, Pontoise              | c. 1867           | Vue de L’Hermitage, côte des Gratte-Coqs, Pontoise                    | 57      | 120     | Öl auf Leinwand |                                                           |                     |                  | 70 × 100     |
| Les Coteaux de l’Hermitage, Pontoise                            | c. 1867           | Les Coteaux de l’Hermitage, Pontoise                                  | 58      | 121     | Öl auf Leinwand | Solomon R. Guggenheim Museum, 1978                        | New York            | 78.2514.67       | 151,4 × 206  |
| Le Chemin de l’Écluse et le pont de Pontoise                    | 1867              | Le Chemin de l’Écluse et le pont de Pontoise                          | *       | 122     | Öl auf Leinwand | Tel Aviv Museum of Art (1959)                             | Tel Aviv            | TAMA 2462        | 31 × 45,5    |
|                                                                 | 1867              | La Bonne                                                              | 53      | –       |                 | [Deutsche Kunst und Dekoration, Darmstadt Dez. 1930]      |                     |                  | 92 × 73      |
|                                                                 | 1867/68           | Sous-Bois                                                             | 54      | –       |                 | Chester Dale, [1939]                                      | New York            |                  | 24 × 14      |
| Quai du Pothuis, Pontoise                                       | 1868              | Quai du Pothuis, Pontoise                                             | 60      | 123     | Öl auf Leinwand | Städtische Kunsthalle Mannheim                            | Mannheim            | M402             | 52 × 81      |
|                                                                 | 1868              | Bords de l’Oise à Pontoise                                            | 92      | 124     | Öl auf Leinwand | Privatsammlung, Deutschland (1986)                        |                     |                  | 54 × 65      |
| Le Moulin des Pâtis, Pontoise                                   | 1868              | Paysage aux Pâtis, Pontoise                                           | 61      | 125     | Öl auf Leinwand | National Gallery of Art, 1991                             | Washington          | 1991.101.1       | 81 × 100     |
| Paysage aux Pâtis, Pontoise                                     | 1868              | Le Moulin des Pâtis, Pontoise                                         | 62      | 126     | Öl auf Leinwand | - unbekannt -                                             |                     |                  | 90 × 150     |
| La Rue de Gisors à Pontoise                                     | 1868              | La Rue de Gisors à Pontoise                                           | 63      | 127     | Öl auf Leinwand | Österreichische Galerie Belvedere, 1987                   | Wien                | 1281             | 38,5 × 46    |
| Pommiers à Pontoise, la maison du père Gallien                  | 1868              | Pommiers à Pontoise, la maison du père Gallien                        | 64      | 128     | Öl auf Leinwand | Verkauf bei Christie’s, London 1999                       |                     |                  | 38,3 × 46,4  |
|                                                                 | c. 1868           | Le Déversoir de Pontoise                                              | 70      | 129     | Öl auf Leinwand | Verkauf bei Sotheby’s, New York 1984                      |                     |                  | 58,5 × 72    |
| La Petite Fabrique                                              | c. 1868           | La Petite Fabrique                                                    | 66      | 130     | Öl auf Leinwand | Musée d’Art Moderne et d’Art Contemporain, 1924           | Straßburg           |                  | 26,5 × 40,2  |
|                                                                 | 1868              | Paysage à Ennery près Pontoise                                        | 67      | 131     | Öl auf Leinwand | Kunsthalle Bremen, 1906                                   | Bremen              |                  | 38 × 46,5    |

* Werk war Ludovic-Rodo Pissarro zur Zeit der Erstellung des Werkverzeichnisses (1939) bekannt, fand aber nicht darin Eingang.